# Campeonato de Segunda División B de Ascenso por COFA 1980
El Campeonato de Fútbol de Tercera División de COFA 1980, fue la edición número 1 de (Segunda División B de Ascenso) en disputarse.
El Consejo Nacional de Deportes (C.N.D) ente organizador de este campeonato define las listas de jugadores que integraron las Selecciones Olímpicas de Fútbol de Costa Rica. Para los próximos compromisos internacionales.
También por mediación del Lic. Matías Rojas la Comisión de Fútbol Aficionado (COFA), obtiene convenios en México para capacitar entrenadores de los clubes que compiten en esta nueva liga de fútbol.
Este campeonato constó 88 equipos a nivel regional debidamente inscritos en la Comisión de Fútbol Aficionado por (COFA). Renombrado en 1982 como Asociación Costarricense de Fútbol Aficionado (ANAFA).
El campeonato se dividió en cuatro zonas A, B, C y D. Con la finalidad de hacer una octagonal y cuadrangular de los campeones por región y posteriormente el Monarca Nacional de Tercera División (2.ª. División B de Ascenso por COFA).
Como dato muy importante a este campeonato se le llamó de Segundas B de Ascenso, ya que en aquel entonces CONAFA tenía en sus funciones la Tercera División (2.ª. División de Ascenso) 1980. De esta manera se podía diferenciar uno del otro y su nivel competitivo, siendo ambos de excelente calidad futbolística.

## Zona A
| 2.ª. División B de Ascenso (Región 1) | 2.ª. División B de Ascenso (Región 1) |
| ------------------------------------- | ------------------------------------- |
| 1                                     | A.D Mueblería H.B de Limón            |
| 2                                     | A.D Valencia Bataán de Matina         |

- A.D Mueblería H.B Campeón de Segunda División B de Ascenso por COFA Limón (1): 1980
- A.D Valencia de Matina Subcampeón de Segunda División B de Ascenso por COFA Limón (1): 1980

| 2.ª. División B de Ascenso (Región 2) | 2.ª. División B de Ascenso (Región 2) |
| ------------------------------------- | ------------------------------------- |
| 1                                     | A.D Santos de Guápiles                |
| 2                                     | A.D Municipal Guácimo                 |
| 3                                     | A.D Alianza de Río Frío Sarapiquí     |

- A.D Alianza de Río Frío Campeón de Segunda División B de Ascenso por COFA Pococí (1): 1980
- A.D Santos de Guápiles Subcampeón de Segunda División B de Ascenso por COFA Pococí (1): 1980

| 2.ª. División B de Ascenso (Región 3) | 2.ª. División B de Ascenso (Región 3)     |
| ------------------------------------- | ----------------------------------------- |
| 1                                     | A.D Cosmos de Siquirres                   |
| 2                                     | U.D. Tucurrique de Jiménez                |
| 3                                     | A.D Independiente Santa Rosa de Turrialba |

- A.D Independiente Santa Rosa de Turrialba Campeón de Segunda División B de Ascenso por COFA Siquirres (1): 1980
- U.D Tucurrique de Jiménez Subcampeón de Segunda División B de Ascenso por COFA Siquirres (1): 1980

| 2.ª. División B de Ascenso (Región 4) | 2.ª. División B de Ascenso (Región 4) |
| ------------------------------------- | ------------------------------------- |
| 1                                     | A.D Escuela Independiente Iztarú      |
| 2                                     | A.D. Once Tigres de Cartago           |
| 3                                     | A.D El Carmen de Cartago              |
| 4                                     | A.D San Nicolás de Taras              |
| 5                                     | A.D San Francisco de Agua Caliente    |
| 6                                     | A.D Estudiantil Guadalupana           |
| 7                                     | A.D Corralillo de Cartago             |
| 8                                     | A.D Tierra Blanca de Cartago          |
| 9                                     | A.D Dulce Nombre de Cartago           |
| 10                                    | A.D Llano Grande de Cartago           |
| 11                                    | A.D Quebradilla de Cartago            |
| 12                                    | A.D. Arlequín de Paraíso              |
| 13                                    | A.D Cervantes de Alvarado             |
| 14                                    | A.D Asturias de San Rafael Oreamuno   |
| 15                                    | A.D Tejar de El Guarco                |

- A.D Arlequin de Paraíso Campeón de Segunda División B de Ascenso por COFA Cartago (1): 1980
- Escuela Iztarú de Cartago Subcampeón de Segunda División B de Ascenso por COFA Cartago (1): 1980

## Zona B
| 2.ª. División B de Ascenso (Región 5) | 2.ª. División B de Ascenso (Región 5) |
| ------------------------------------- | ------------------------------------- |
| 1                                     | A.D Cruz Azul de Goicoechea           |
| 2                                     | A.D San Antonio de Coronado           |
| 3                                     | Selección de Llorente Tibás           |
| 4                                     | U.D Moravia                           |
| 5                                     | A.D. Roosevelt de Montes de Oca       |

- A.D Cruz Azul de Goicoechea Campeón de Segunda División B de Ascenso por COFA Goicoechea (1): 1980
- A.D Roosevelt de Montes Oca Subcampeón de Segunda División B de Ascenso por COFA Goicoechea (1): 1980

| 2.ª. División B de Ascenso (Región 6) | 2.ª. División B de Ascenso (Región 6) |
| ------------------------------------- | ------------------------------------- |
| 1                                     | A.D Municipal de Buenos Aires         |
| 2                                     | A.D Continental de Terrazú            |
| 3                                     | A.D Santos de Santa María Dota        |
| 4                                     | A.D Carlos Niverman de Pérez Zeledón  |
| 5                                     | Selección B de León Cortés            |

- A.D Municipal Buenos Aires Campeón de Segunda División B de Ascenso por COFA Pérez Zeledón (1): 1980
- A.D Carlos Niverman de Pérez Zeledón Subcampeón de Segunda División B de Ascenso por COFA Pérez Zeledón (1): 1980

| 2.ª. División B de Ascenso (Región 7) | 2.ª. División B de Ascenso (Región 7)        |
| ------------------------------------- | -------------------------------------------- |
| 1                                     | A.D Escalante de Carmen San José             |
| 2                                     | A.D Wilser de Merced San José                |
| 3                                     | Gimnástica Española de Hospital San José     |
| 4                                     | A.D Varsovia de Catedral San José            |
| 5                                     | U.D San Gerardo de Zapote                    |
| 6                                     | A.D Argentinos J.R San Francisco de Dos Ríos |
| 7                                     | A.D Real Sociedad San Sebastián              |
| 8                                     | C.S Huracán de Patarra Desamparados          |
| 9                                     | A.D Municipal Aserrí                         |
| 10                                    | A.D Calderón Muñóz de Alajuelita             |
| 11                                    | A.D Independiente Alianza de Acosta          |

- A.D Real Sociedad San Sebastián Campeón de Segunda División B de Ascenso por COFA San José 1 (1): 1980
- A.D Calderón Muñóz de Alajuelita Subcampeón de Segunda División B de Ascenso por COFA San José 1 (1): 1980

| 2.ª. División B de Ascenso (Región 16) | 2.ª. División B de Ascenso (Región 16)      |
| -------------------------------------- | ------------------------------------------- |
| 1                                      | A.D Estrella Roja de Golfito                |
| 2                                      | A.D Juventud Olímpica de sabalito Coto Brus |

- A.D Estrella Roja de Golfito Campeón de Segunda División B de Ascenso por COFA Golfito (1): 1980
- A.D Juventud Olímpica de sabalito Coto Brus Subcampeón de Segunda División B de Ascenso por COFA Golfito (1): 1980

## Zona C
| 2.ª. División B de Ascenso (Región 11) | 2.ª. División B de Ascenso (Región 11)         |
| -------------------------------------- | ---------------------------------------------- |
| 1                                      | A.D. Mario Rojas de San Carlos                 |
| 2                                      | A.D Porvenir de San Carlos                     |
| 3                                      | A.D. García Castro de San Carlos               |
| 4                                      | A.D Los Ángeles de San Carlos                  |
| 5                                      | A.D. Muelle Florencia de San Carlos            |
| 6                                      | A.D San Joaquín Florencia de San Carlos        |
| 7                                      | A.D. Juventud Olímpica Florencia de San Carlos |
| 8                                      | A.D La Vega Florencia de San Carlos            |
| 9                                      | A.D. Real Unión Venecia de San Carlos          |
| 10                                     | A.D La Fortuna de San Carlos                   |
| 11                                     | A.D. La Tigra de San Carlos                    |
| 12                                     | A.D San Gerardo La Tigra de San Carlos         |
| 13                                     | A.D. San José La Tigra de San Carlos           |
| 14                                     | A.D Ferri de Cutris de San Carlos              |
| 15                                     | A.D. Venus de Cutris de San Carlos             |
| 16                                     | A.D Santa Rosa Pocosol de San Carlos           |

- A.D. Mario Rojas de San Carlos Campeón de Segunda División B de Ascenso por COFA San Carlos (1): 1980
- A.D La Fortuna de San Carlos Subcampeón de Segunda División B de Ascenso por COFA San Carlos (1): 1980

| 2.ª. División B de Ascenso (Región 12) | 2.ª. División B de Ascenso (Región 12) |
| -------------------------------------- | -------------------------------------- |
| 1                                      | A.D San Roque de Liberia               |
| 2                                      | A.D Barcelona de Fortuna Bagaces       |
| 3                                      | A.D Municipal de La Cruz               |
| 4                                      | A.D Bijagua de Upala                   |

- A.D Barcelona de Fortuna Bagaces Campeón de Segunda División B de Ascenso por COFA Cañas (1): 1980
- A.D Bijagua de Upala Subcampeón de Segunda División B de Ascenso por COFA Cañas (1): 1980

| 2.ª. División B de Ascenso (Región 13) | 2.ª. División B de Ascenso (Región 13) |
| -------------------------------------- | -------------------------------------- |
| 1                                      | A.D. San Lázaro de Nicoya              |
| 2                                      | A.D. Santa Cecilia de Santa Cruz       |
| 3                                      | A.D Carmona de Nandayure               |
| 4                                      | A.D San Lorenzo de Hojancha            |

- A.D San Lorenzo de Hojancha Campeón de Segunda División B de Ascenso por COFA Nicoya (1): 1980
- A.D. San Lázaro de Nicoya Subcampeón de Segunda División B de Ascenso por COFA Nicoya (1): 1980

| 2.ª. División B de Ascenso (Región 14) | 2.ª. División B de Ascenso (Región 14) |
| -------------------------------------- | -------------------------------------- |
| 1                                      | COOPERATIVA- ORDINA de Orotina         |
| 2                                      | A.D. Monserrat de Barrio El Carmen     |
| 3                                      | ALPA de Puntarenas                     |
| 4                                      | A.D Cóbano de Fútbol                   |
| 5                                      | C.A Corrales de Esparza                |

- C.A Corrales de Esparza Campeón de Segunda División B de Ascenso por COFA Puntarenas 1 (1): 1980
- COOPERATIVA- ORDINA de Orotina Subcampeón de Segunda División B de Ascenso por COFA Puntarenas 1 (1): 1980

## Zona D
| 2.ª. División B de Ascenso (Región 8) | 2.ª. División B de Ascenso (Región 8) |
| ------------------------------------- | ------------------------------------- |
| 1                                     | A.D. Palmeiras de La Uruca            |
| 2                                     | A.D. Ciudadela Pavas                  |
| 3                                     | A.D. Medellín de Sagrada Familia      |
| 4                                     | Selección de Escazú                   |
| 5                                     | A.D. San Bosco de Ciudad Colón        |
| 6                                     | A.D. U.D Salitral Santa Ana           |

- A.D. Ciudadela Pavas Campeón de Segunda División B de Ascenso por COFA San José 2 (1): 1980
- A.D. San Bosco de Ciudad Colón Subcampeón de Segunda División B de Ascenso por COFA San José 2 (1): 1980

| 2.ª. División B de Ascenso (Región 9) | 2.ª. División B de Ascenso (Región 9) |
| ------------------------------------- | ------------------------------------- |
| 1                                     | C.A Ortho de Cubujuquí                |
| 2                                     | Selección de Barva                    |
| 3                                     | Selección de Santa Bárbara            |
| 4                                     | A.D Bajo de Los Molinos               |
| 5                                     | U.D San Francisco de San Isidro       |
| 6                                     | A.D Belén Calle Flores                |
| 7                                     | A.D. San Lorenzo de Flores            |
| 8                                     | Curime F.C de San Pablo               |

- A.D. Fraternidad de Santa Bárbara Campeón de Segunda División B de Ascenso por COFA Heredia (1): 1980
- A.D. Belén Calle Flores Subcampeón de Segunda División B de Ascenso por COFA Heredia (1): 1980

| 2.ª. División B de Ascenso (Región 10) | 2.ª. División B de Ascenso (Región 10)         |
| -------------------------------------- | ---------------------------------------------- |
| 1                                      | U.D. Turrucares                                |
| 2                                      | U.C.R de San Ramón                             |
| 3                                      | A.D. Cooperativa Victoria San Isidro de Grecia |
| 4                                      | A.D San Jerónimo de Naranjo                    |
| 5                                      | U.D Central de Palmares                        |
| 6                                      | A.D San Juan de Poás                           |

- A.D. Cooperativa Victoria San Isidro de Grecia Campeón de Segunda División B de Ascenso por COFA Alajuela (1): 1980
- U.D. Turrucares de Alajuela Centro Subcampeón de Segunda División B de Ascenso por COFA Alajuela (1): 1980

| 2.ª. División B de Ascenso (Región 15) | 2.ª. División B de Ascenso (Región 15) |
| -------------------------------------- | -------------------------------------- |
| 1                                      | U.D Aguirre de Quepos                  |
| 2                                      | Hospital Max Terán de Quepos           |

- U.D Aguirre de Quepos Campeón de Segunda División B de Ascenso por COFA Puntarenas 2 (1): 1980
- Hospital Max Terán de Quepos Subcampeón de Segunda División B de Ascenso por COFA Puntarenas 2 (1): 1980

## Formato del Torneo
Se jugaron dos vueltas, en donde los equipos debían enfrentarse todos contra todos. Posteriormente se juega una octagonal y cuadrangular final (2.ª. División B de Ascenso) para ascender a un nuevo inquilino para la Liga Superior (Segunda División por ACOFA 1981).

## Octagonal Final
| Octagonal de 2.ª. División B de Ascenso (COFA) | Octagonal de 2.ª. División B de Ascenso (COFA) |
| ---------------------------------------------- | ---------------------------------------------- |
| 1                                              | A.D Alianza de Río Frío                        |
| 2                                              | A.D Independiente Santa Rosa de Turrialba      |
| 3                                              | A.D Estrella Roja de Golfito                   |
| 4                                              | A.D Municipal Buenos Aires de Puntarenas       |
| 5                                              | Club Atlético Corrales de Esparza              |
| 6                                              | A.D San Lázaro de Hojancha                     |
| 7                                              | Asoc. Deportiva Fraternidad de Santa Bárbara   |
| 8                                              | Unión Deportiva Aguirre de Quepos              |

## Cuadrangular Final
Estos cuatro clasificados subieron automáticamente a la Segunda División de ACOFA para 1981. No obstante, algunos de estos equipos se retiraron y cedieron sus franquicias a otros clubes.
| Campeón-Subcampeón-Tercer Lugar y Cuarto Lugar | Campeón-Subcampeón-Tercer Lugar y Cuarto Lugar          |
| ---------------------------------------------- | ------------------------------------------------------- |
| 1                                              | Asoc. Deportiva Fraternidad de Santa Bárbara de Heredia |
| 2                                              | A.D Estrella Roja de Golfito                            |
| 3                                              | A.D Alianza de Río Frío                                 |
| 4                                              | Club Atlético Corrales de Esparza                       |

## Campeón Monarca de Tercera División de Costa Rica (2.ª. División B de Ascenso 1980)
| Tercera División por ACOFA 1980                                                                                 | Tercera División por ACOFA 1980 |
| --- | ------------------------------- |
| Campeón Nacional de Tercera División de ACOFA 1980. Asociación Deportiva Fraternidad de San Pedro Santa Bárbara |                                 |

## Ligas Superiores
- Primera División de Costa Rica 1980

- Campeonato de Segunda División de Costa Rica 1979-1980

- Campeonato de Tercera División de Costa Rica 1980

## Ligas Inferiores
- Terceras Divisiones Distritales, Independientes y de Canchas Abiertas

- Campeonato de Cuarta División por COFA 1980

## Torneos
| Predecesor: Campeonato 1979 | Tercera División de COFA (2.ª. Divsión B de Ascenso) Campeonato 1980 | Sucesor: Campeonato 1981 |